# Avenida Francisco Sales

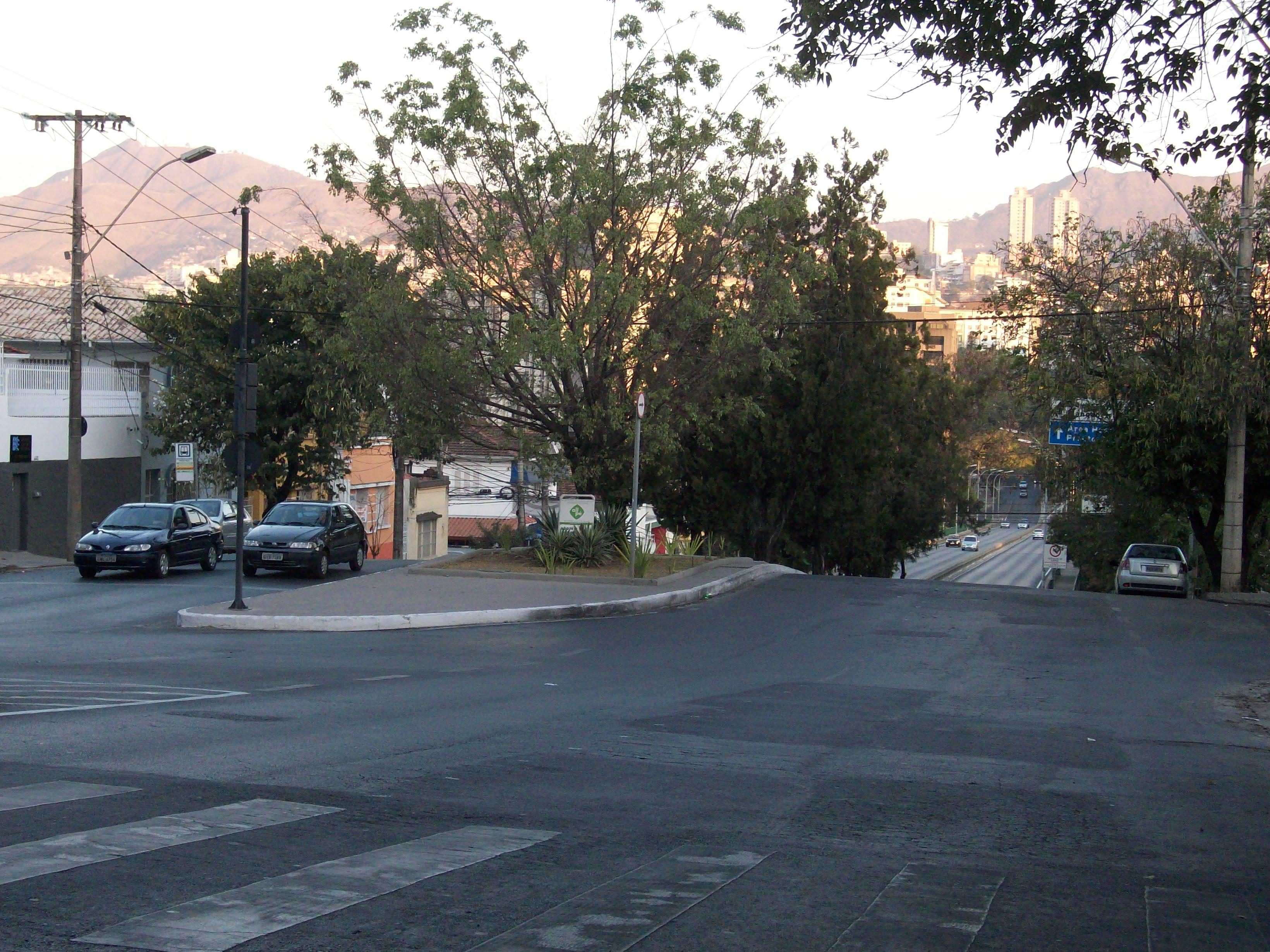
A avenida Francisco Sales no bairro Floresta

A Avenida Francisco Sales é uma das principais avenidas de Belo Horizonte.
Começa nos fundos da Praça Rui Barbosa (Praça da Estação), no bairro Floresta, cruza a Avenida Assis Chateaubriand e passa por cima da Avenida dos Andradas, no trecho conhecido popularmente como Viaduto do Extra. A partir daí, adentra no bairro Santa Efigênia, cortando a Avenida Alfredo Balena na região hospitalar. Nela fica localizada a Santa Casa de Misercórdia de Belo Horizonte, logo antes do cruzamento com a Avenida Brasil. Cruza com a Avenida Carandaí, no limite do bairro Santa Efigênia, a partir de onde tem apenas mais uma quadra, esta no bairro Funcionários, onde encontra o seu fim na Avenida do Contorno.
Nesta avenida se localiza o prédio do antigo Tribunal de Alçada, no Bairro Santa Efigênia, que será agora sede do TRF mineiro.